# Évariste Vital Luminais
Évariste Vital Luminais, född 13 oktober 1821 i Nantes, död 1896 i Paris, var en fransk konstnär. Han började sin karriär som lärjunge hos Léon Cogniet och Constant Troyon. Han skildrade huvudsakligen folklivet i Bretagne, med energisk behandling men något vårdslös teckning. 
Bland hans arbeten kan Hafsplundrare (1851), Testamentsöppnandet (1853), Vallfärdare (1857), Gallerna vid anblicken av Rom
(1870) och En jakt under konung Dagobert (1878) nämnas.